# (13724) Schwehm
(13724) Schwehm (1998 QF55) – planetoida z pasa głównego asteroid okrążająca Słońce w ciągu 3,59 lat w średniej odległości 2,34 j.a. Odkryta 27 sierpnia 1998 roku.